# Rue de Bonne
Pour les articles homonymes, voir Bonne.
La rue de Bonne est une voie publique de la commune française de Grenoble. Elle est située dans le quartier de l'Hyper-centre

## Situation et accès

### Situation
Cette rue est située dans un des quartiers les plus animés de la ville, réaménagé en zone piétonne. Elle permet de relier la rue Raoul Blanchard à  la place Victor Hugo.
Cette voie piétonne commence au carrefour de la rue Raoul-Blanchard et de la rue Saint-Jacques et se termine au carrefour de la place Victor-Hugo et de l'avenue Agutte-Sembat, au niveau du numéro 15 de la rue.

### Accès
La rue, comprise dans la zone piétonne de la ville, non loin la principale zone commerciale, est accessible aux passants depuis n'importe quel point de ce quartier et du quartier Notre-Dame, le plus ancien de Grenoble.
La rue de Bonne est principalement desservie par les lignes A, B et D du tramway de Grenoble. La station la plus proche (située à proximité du début de la rue) se dénomme Hubert Dubedout - Maison du Tourisme.

## Origine du nom
Cette rue a reçu le nom de François de Bonne de Lesdiguières, dernier connétable de France entre 1622 et 1626 et maréchal de France. 
Selon Claude Muller, auteur d'un ouvrage sur les rues de Grenoble, la voie, située entre la place Victor Hugo et le cours Berriat, se dénommait « rue de Bonne prolongée » avant de prendre le nom de Rue Béranger en 1893.

## Historique
Cette voie fut créée par François de Bonne, duc de Lesdiguières, et la première maison, dite du « sieur Jean Carles », y a été édifiée en 1602. 
À la fin du XVIe siècle, la porte de Bonne fut installée lors de la construction de la nouvelle enceinte de Grenoble afin de fixer l’entrée principale de la ville sur son coté sud, puis elle fut finalement démolie en 1889

## Bâtiments remarquables et lieux de mémoire

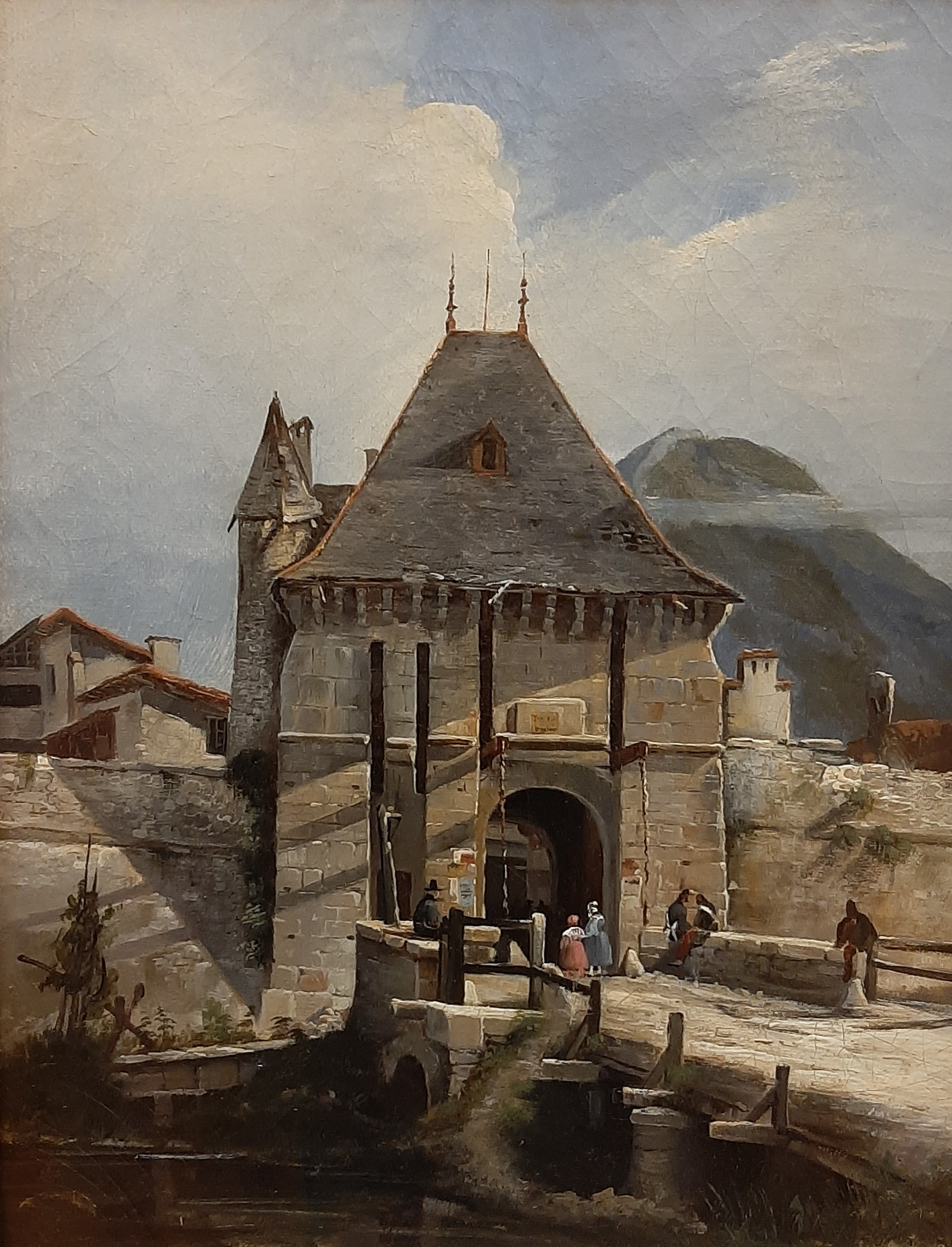
La porte de Bonne (peinture de 1830)

- Une plaque commémorative a été placée à l'extrémité de la rue (non loin de la place Victor-Hugo), à proximité de l'emplacement de l'ancienne Porte de Bonne, porte de la ville par laquelle l'empereur Napoléon Ier entra au soir du 7 mars 1815, après s'être enfui de l'île d'Elbe[4].

- No 9 : les trois lettres « I H S (Jésus Sauveur des Hommes) », avec l'indication de l'année 1679, gravée au dessus de la porte d'entrée de cet immeuble, informent les visiteurs que ce lieu vit s'installer le 7 avril 1618, la baronne Jeanne de Chantal, avec cinq religieuses et quatre novices, à l'origine du Couvent de la Visitation le 4ème de l'ordre, fondé à Grenoble par François de Salles. Trop exigu, le site fut abandonne et les religieuses s'installèrent dans le nouveau  monastère Sainte-Marie d'en-Haut, dont les lieux sont occupés par le musée dauphinois[5]. L'immeuble abritait autrefois une petite chapelle, au niveau de son côté sud[6].